# Parque de Hattori Ryokuchi

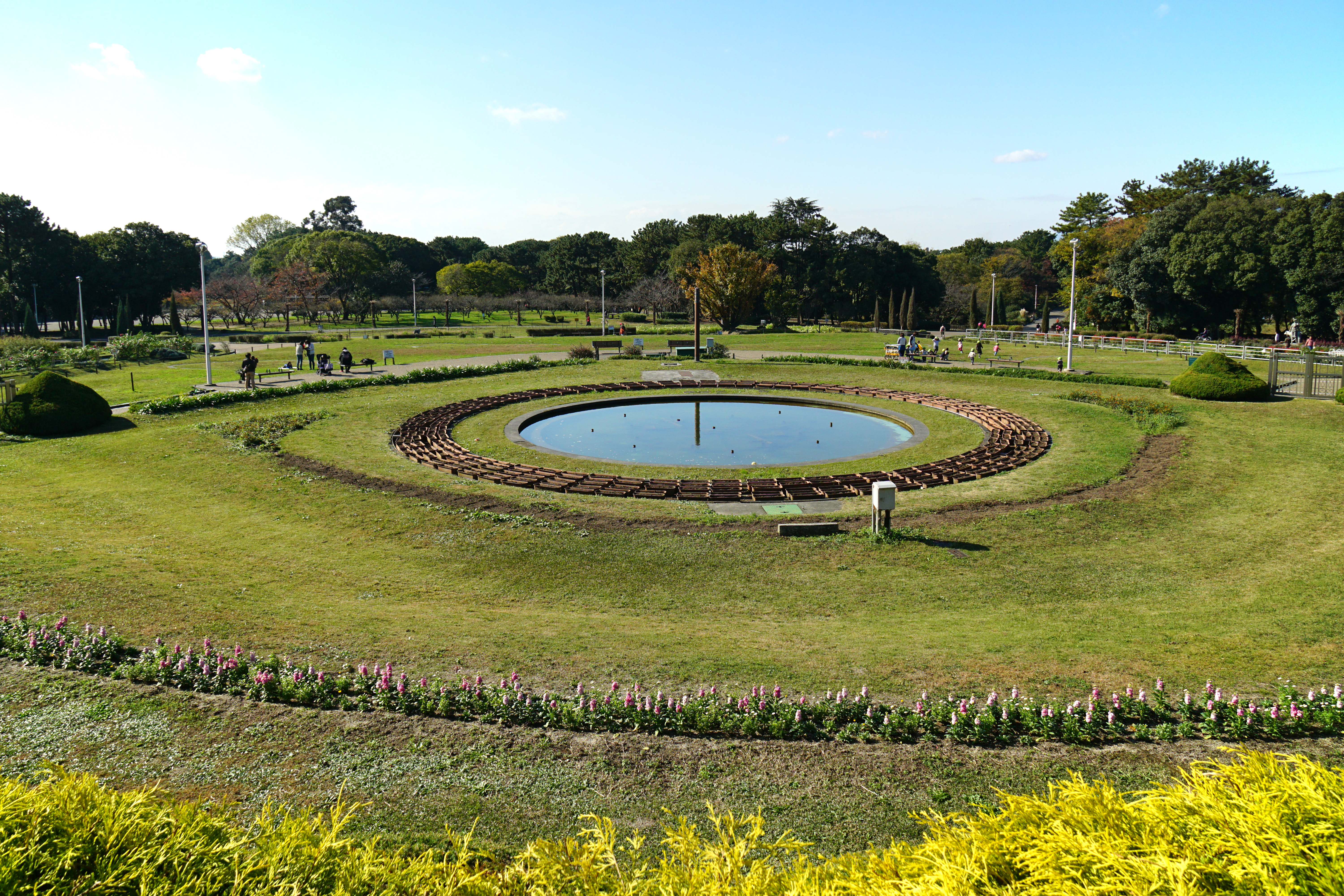
Lecho floral circular

El Parque Hattori Ryokuchi (服部緑地公園 Hattori Ryokuchi Kōen?) es un gran parque con un terreno desnivelado, en el norte de Osaka.

## Etimología
Hattori (服部) es el nombre de esta región de la ciudad, mientras que ryokuchi (緑地) es una palabra genérica que se utiliza para dsignar a un espacio verde, que se utiliza para muchos otros parques urbanos. 

## Historia
Durante la Era Showa en 1928 se produce la adquisición del terreno del parque por tres años, por parte de la municipalidad de Osaka fueron creados el bosque de bambú, el estanque, y un jardín paisajista. 
Se crea el velódromo de Toyonaka en 1955, pero se desestima el estadio de atletismo por problemas de ubicación. 
En el año 1983 y con motivo de la celebración del aniversario de los 58 años de la era Showa, se celebra de septiembre a octubre la primera "Feria Verde Urbana" anual que se celebra en este parque. Procede a su inauguración el Príncipe heredero Akihito el 7 de octubre.
El 23 de abril de 1992 el príncipe heredero Naruhito inaugura el bosque de la música.

## Equipamientos
Es famoso por su Museo al aire libre de granjas antiguas japonesas, que contiene ejemplos de la arquitectura rural de varias partes de Japón. 
En el interior del parque se encuentra el Arboreto de Hattori Ryokuchi.
También contiene pistas de tenis, jardines de bambú, estanques, parques infantiles, jardines de flores, una sala de conciertos, un "camino de flores", una pista de equitación, y un "mundo acuático".

## Accesos
La línea de metro de "Midosuji" dispone de una zona al este del parque. Bajar en la estación "Ryokuchi-kōen" y caminar hacia el oeste durante unos 5 minutos.

## Algunas vistas del parque

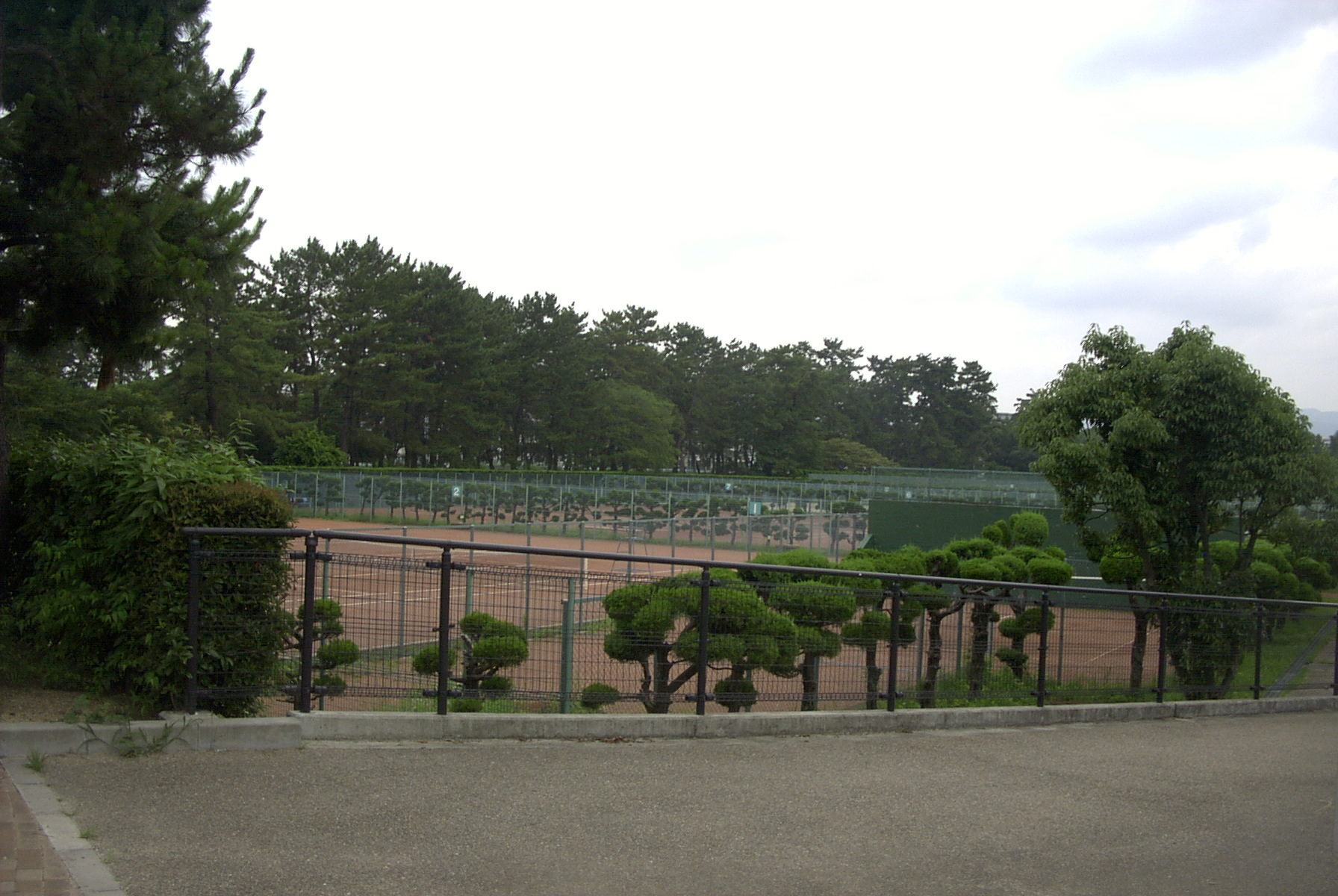
Una de las casas privadas japonesas del museo.
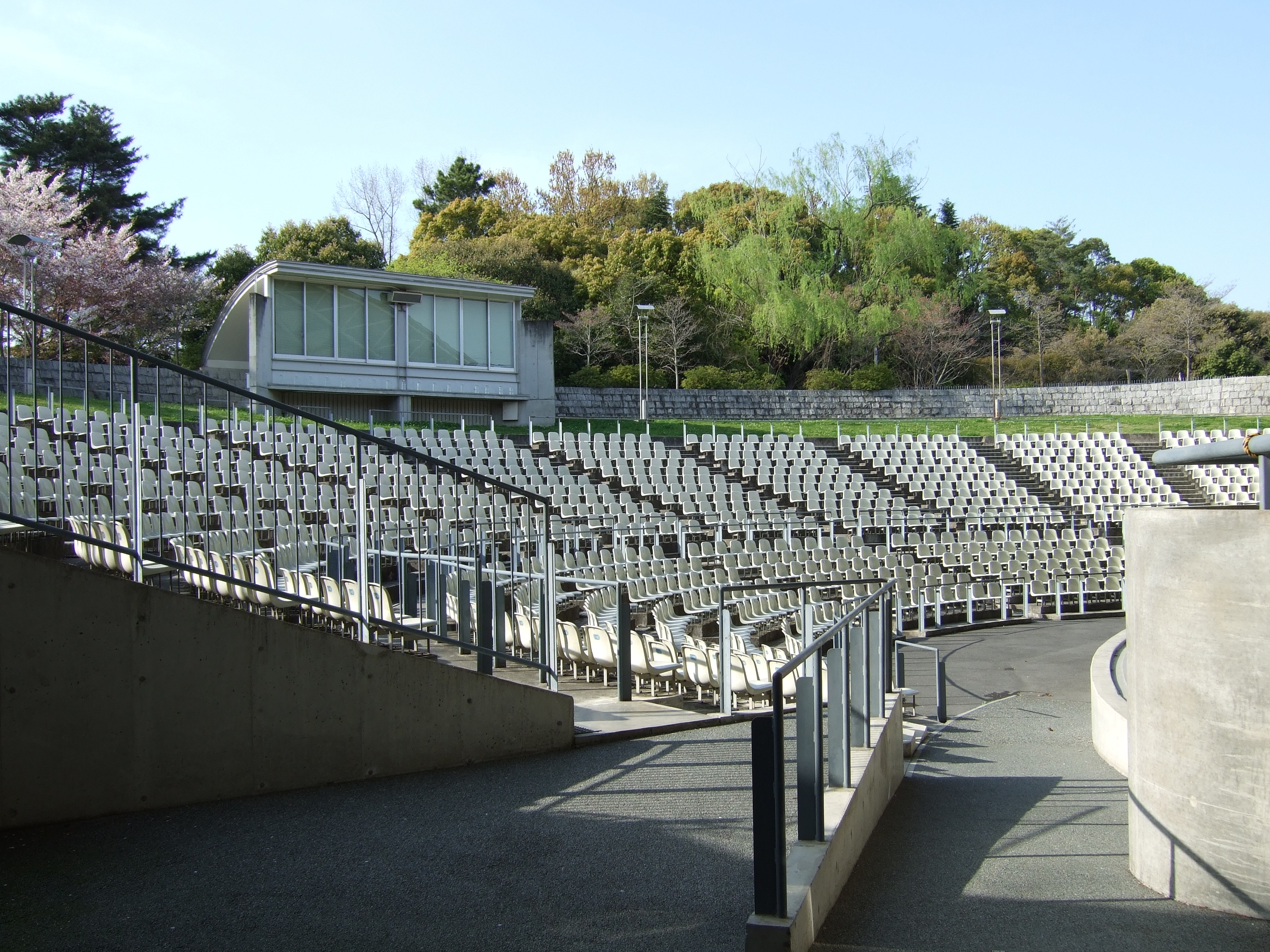
Sala de conciertos